# El Salitral, Baja California
El Salitral är en ort i Mexiko.   Den ligger i kommunen Ensenada och delstaten Baja California, i den nordvästra delen av landet, 2 200 km nordväst om huvudstaden Mexico City. El Salitral ligger 2 meter över havet och antalet invånare är 439.
Terrängen runt El Salitral är varierad. Havet är nära El Salitral åt nordväst. Runt El Salitral är det glesbefolkat, med 8 invånare per kvadratkilometer. Närmaste större samhälle är Ensenada, 14,1 km norr om El Salitral. Omgivningarna runt El Salitral är i huvudsak ett öppet busklandskap.